# Clementine Hunter
Clementine Hunter (diciembre de 1886 – 1 de enero de 1988) fue una artista autodidacta estadounidense afroamericana, oriunda de la región del Río Cane en el estado de Luisiana. Ella nació en una plantación que dijo que era la inspiración de La cabaña del tío Tom en donde trabajó como una trabajadora de campo, nunca aprendió a leer o a escribir. En sus 50, empezó a pintar, usando pinceles y pinturas dejadas por un artista que visitó la plantación Melrose, donde ella vivía y trabajaba. El trabajo de Hunter representaba la vida en la plantación en los principios del siglo XX, documentando una era pasada. Ella comenzó vendiendo sus pinturas por 25 centavos. En el final de su vida, su trabajo era exhibido en museos y vendido por miles de dólares. Hunter se le concedió un título de doctorado honorífico en Bellas Artes por la Universidad Estatal de Luisiana en 1986.

## Biografía
Hunter era una nieta de un esclavo, nacida dos décadas luego de la guerra civil estadounidense. Ella nació a finales de diciembre de 1886 o a principios de enero de 1887, la mayor de siete hijos de los padres Creole, en Hidden Hill Plantation -Plantación Colina Escondida-, cerca de Cloutierville en Natchitoches Parish, Luisiana. Hunter fue llamada originalmente Clemence, pero se lo cambió después de mudarse a la Plantación Melrose. Su madre fue Antoinette Adams (d. 1905) y su padre Janvier Reuben (d. ca. 1910), un empleado de granja. Sus padres se casaron en el 15 de octubre de 1890. Sus abuelos por lado materno eran Idole -una antigua esclava- y Billy Zack Adams. Sus abuelos por lado paterno eran "un viejo irlandés"  y su abuela, "una india negra llamada "MeMe" (pronunciado may-may). 
Conocido como un duro lugar para vivir y trabajar, la leyenda local dice que Hidden Hill Plantation era la inspiración para Uncle Tom's Cabin. 
A la edad de 15, Hunter se mudó a la Plantación Melrose, al sur de Natchitoches. Ella pasó mucho de su vida recogiendo algodón y sólo fue a la escuela por 10 días, nunca aprendiendo a leer o escribir.
Sus primeros dos hijos, Joseph y Cora, cuyo padre fue Charlie Dupree, con el cual Hunter dijo que no se casó. Él murió alrededor de 1914 y ella se casó con Emmanuel Hunter, un leñador en Melrose, en 1924. Los dos vivieron y trabajaron en la Plantación Melrose por muchos años. Hunter trabajó como trabajadora de campo en sus primeros años y como cocinera y ama de llaves empezando en los finales de 1920.
Hunter dio a luz a siete hijos, dos nacidos muertos. En la mañana antes de dar a luz a uno de sus hijos, ella recolectó 78 libras de algodón -35.412 g-, fue a casa y pidió por la comadrona y siguió juntando algodón unos días después. Hunter vivió su vida entera en el campo, noroeste de Luisiana, nunca yendo más allá de 100 millas de su casa.
- Datos: Q2978902
- Multimedia: Clementine Hunter / Q2978902